# Pfänderstock
Der Pfänderstock, auch Pfänderrücken genannt, ist eine Berggruppe in den Allgäuer Voralpen westlich der Iller. Er erstreckt sich von Bregenz im österreichischen Bundesland Vorarlberg bis nach Lindenberg im deutschen Bundesland Bayern. Er besteht aus zwei Höhenrücken. Der lange Höhenrücken im Nordwesten wird von den Bergen Pfänder und Hochberg dominiert, der kürzere südöstlich davon vom Hirschberg.

## Lage
Der Pfänderstock ist der nordwestlichste Teil der Allgäuer Alpen und der gesamten Ostalpen. Vom Bodensee auf 398 m.ü.A. Höhe und der Hügellandschaft nördlich des Bodensees steigt der Bergrücken steil an auf den Pfänder mit über 1000 m Höhe.
Die Umgrenzung ist im Uhrzeigersinn entlang der Linie Leiblach – Rotach – Bregenzer Ach – Bodensee – Leiblach.

## Landschaft
Große Teile des Pfänderrückens sind bewaldet. Die flacheren Teile werden landwirtschaftlich genutzt, es sind kleine Bauernhöfe mit Milchwirtschaft. Teils handelt es sich um Bergbauernhöfe. Am Hirschberg ist eine große Alpe. Bäche haben tiefe Schluchten in die weichen Felsen gegraben, diese sind teilweise nicht zugänglich.

## Bergrücken und Berge
Der längere Bergrücken geht vom Gebhardsberg (598 m.ü.A.) über das Känzele (724 m.ü.A.) zum Pfänder (1064 m.ü.A.), weiter zum Mooskopf (1042 m.ü.A.), zum Fürberg (1044 m.ü.A.) und zum Hochberg (1069 m.ü.A.), dem höchsten Berg des nordwestlichen Bergrückens. Weiter geht der Höhenrücken zur Tröger Höhe (1039 m.ü.A.) und zum Tatzen (1024 m.ü.A.). Danach fällt der Bergrücken langsam über Scheidegg und Lindenberg ab.
Der kürzere Bergrücken reicht vom Wirtatobelbach über den Geserberg (1012 m.ü.A.) und den Hirschberg (1095 m.ü.A.) bis ins deutsche Lindenau. Die Verbindung der beiden Bergrücken ist zwischen Fürberg und Hirschberg. Die Trennlinie ist im Süden der Wirtatobelbach, im Norden der Kesselbach, der wie der Wirtatobelbach eine tiefe Schlucht bildet. Der Hirschberg ist der höchste Berg des Pfänderstocks.

## Benachbarte Berggruppen, Hügellandschaften und Täler
Nördlich liegt das deutsche Alpenvorland. Östlich liegen die Rotach-Senke und der Sulzberg-Höhenrücken. Südlich liegen die Bregenzerachschlucht und das Schneiderkopfgebiet der Lorenaberge. Südwestlich liegt das Vorarlberger Rheintal. Im Westen sind das Leiblachtal und der Bodensee.
| Leiblachtal           | Alpenvorland |                 |
| Bodensee              |              | Sulzberg-Rücken |
| Vorarlberger Rheintal | Lorenaberge  |                 |

## Gemeinden
Im österreichischen Teil des Pfänderstocks liegen die Landeshauptstadt Bregenz, Kennelbach, Langen bei Bregenz, Lochau, Hörbranz, Eichenberg, Möggers und Hohenweiler. Im deutschen Teil liegen Scheidegg, Lindenberg, Opfenbach und Teile von Sigmarszell, insbesondere der Ort Niederstaufen.

## Schutzgebiete
In der Mitte des Pfänderstocks, in der Rohrachschlucht gibt es einen urwaldähnlichen Naturwald. Das österreichische Europaschutzgebiet Rohrach darf nicht betreten werden. Auf deutscher Seite liegt angrenzend das Naturschutzgebiet Rohrachschlucht. Auch die Bregenzerach steht in diesem Gebiet weitgehend unter Schutz.
Hirschberg und Geserberg stehen ebenfalls unter Schutz.
Das Landschaftsschutzgebiet Waldsee schützt den See und das angrenzende Moor.

## Tourismus
Der Waldsee in Lindenberg ist ein Badesee und Ausgangspunkt für viele Wanderungen.
Scheidegg gehört zu den zehn größten Kur- und Fremdenverkehrsorten im Verbandsgebiet Allgäu/Bayerisch-Schwaben.
Scheidegg ist auch ein Wintersportort mit dem kleinen Schigebiet Luggi-Leitner-Lifte und einem ausgezeichneten Loipennetz.
Hier gibt es auch einen Reptilienzoo, die Hasenreuter Wasserfälle, die Scheidegger Wasserfälle und den Skywalk Allgäu.
Der Pfänder ist ein besonders guter Aussichtsberg. Die Pfänder-Seilbahn führt fast bis zum Gipfel. Unterhalb der Bergstation ist der Alpenwildpark Pfänder.
In Möggers gibt es einen Walderlebnispfad.
Ganz im Süden sind das Känzele und der Gebhardsberg. Das Känzele ist ein großes und beliebtes Klettergebiet, auch mit gesicherten Klettersteigen. Beim Gebhardsberg gibt es einen Geologielehrpfad.

## Galerie

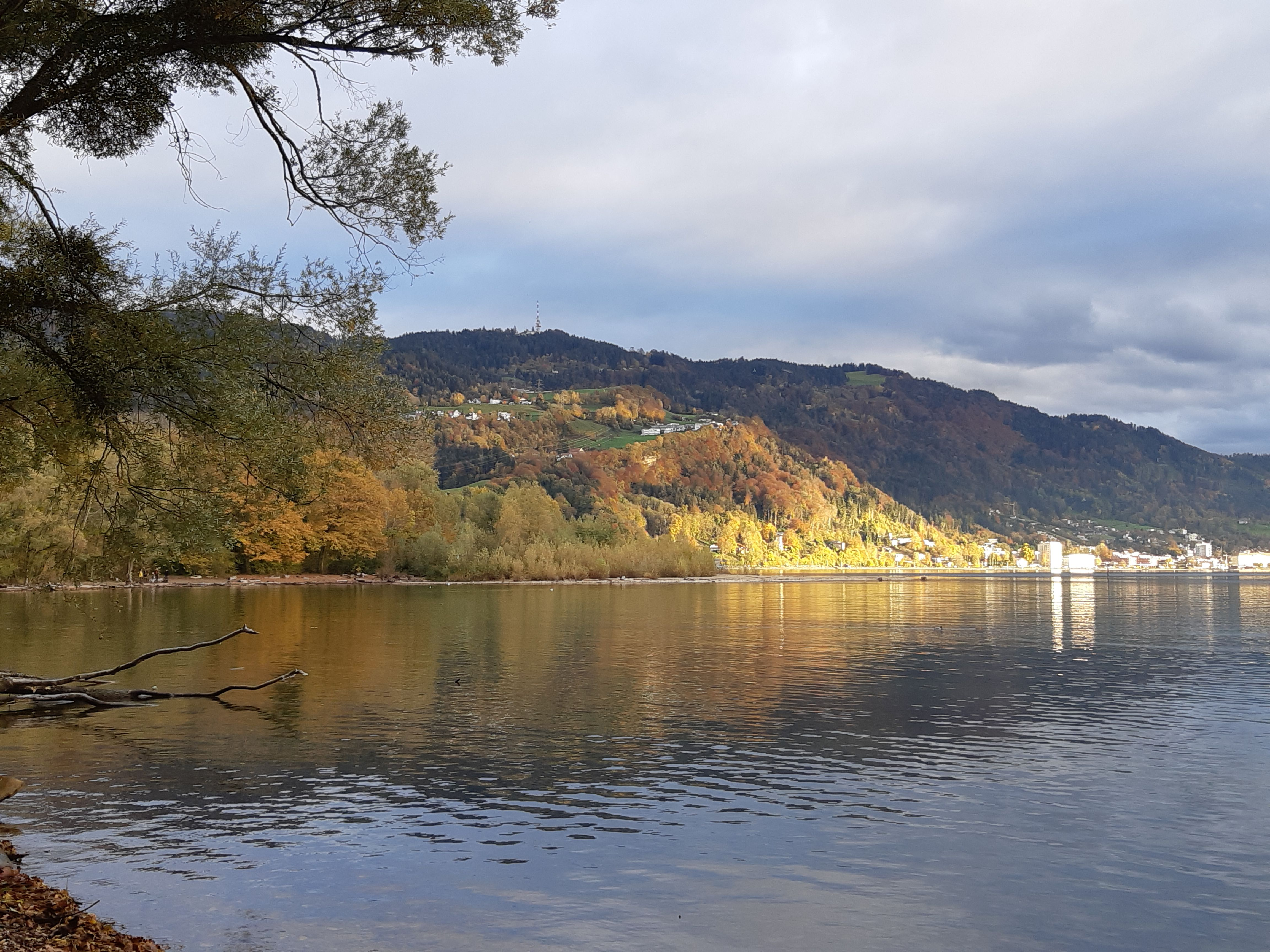
Bodensee und der südliche Pfänderstock von Westen
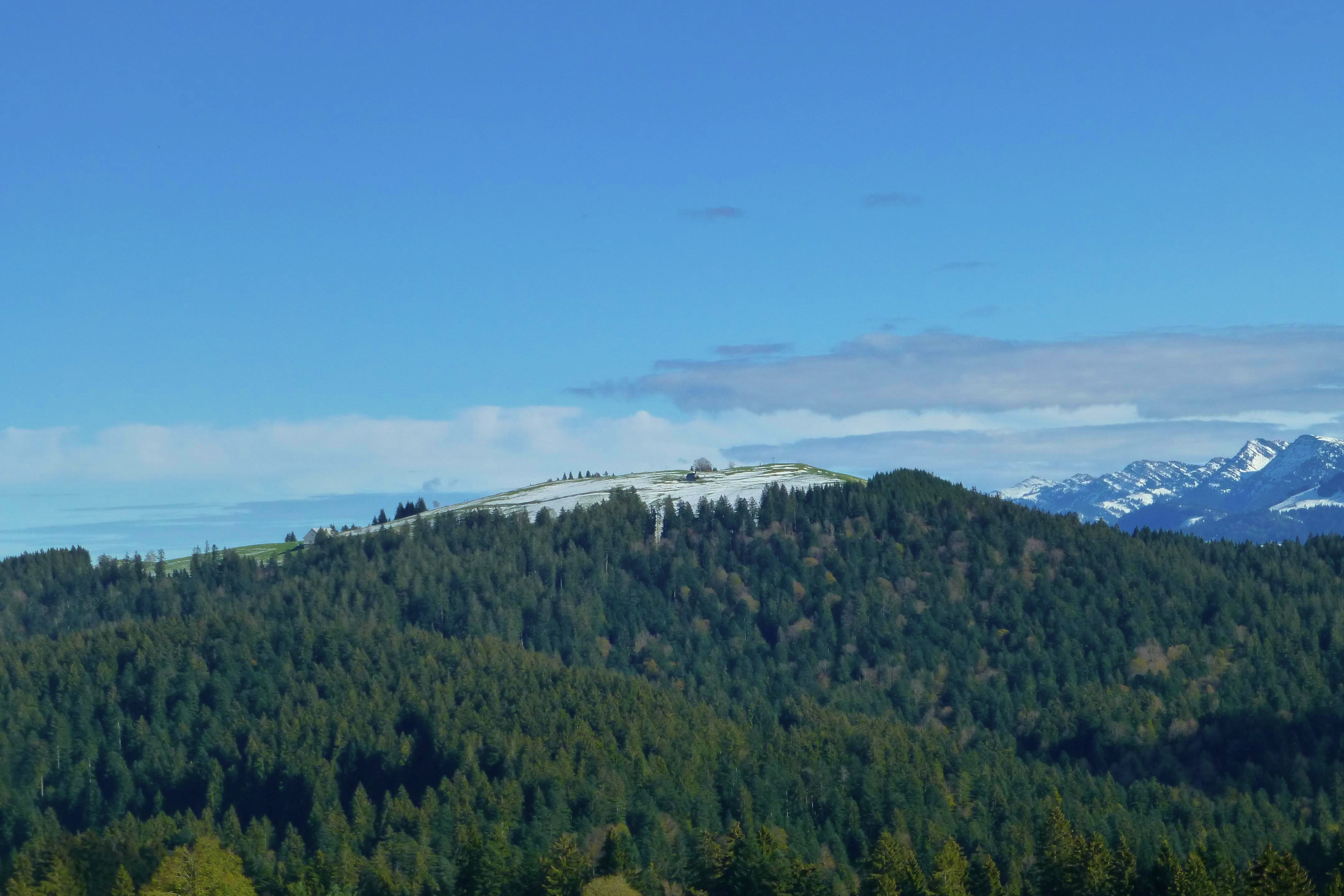
Hirschberg, der höchste Berg des Pfänderstocks
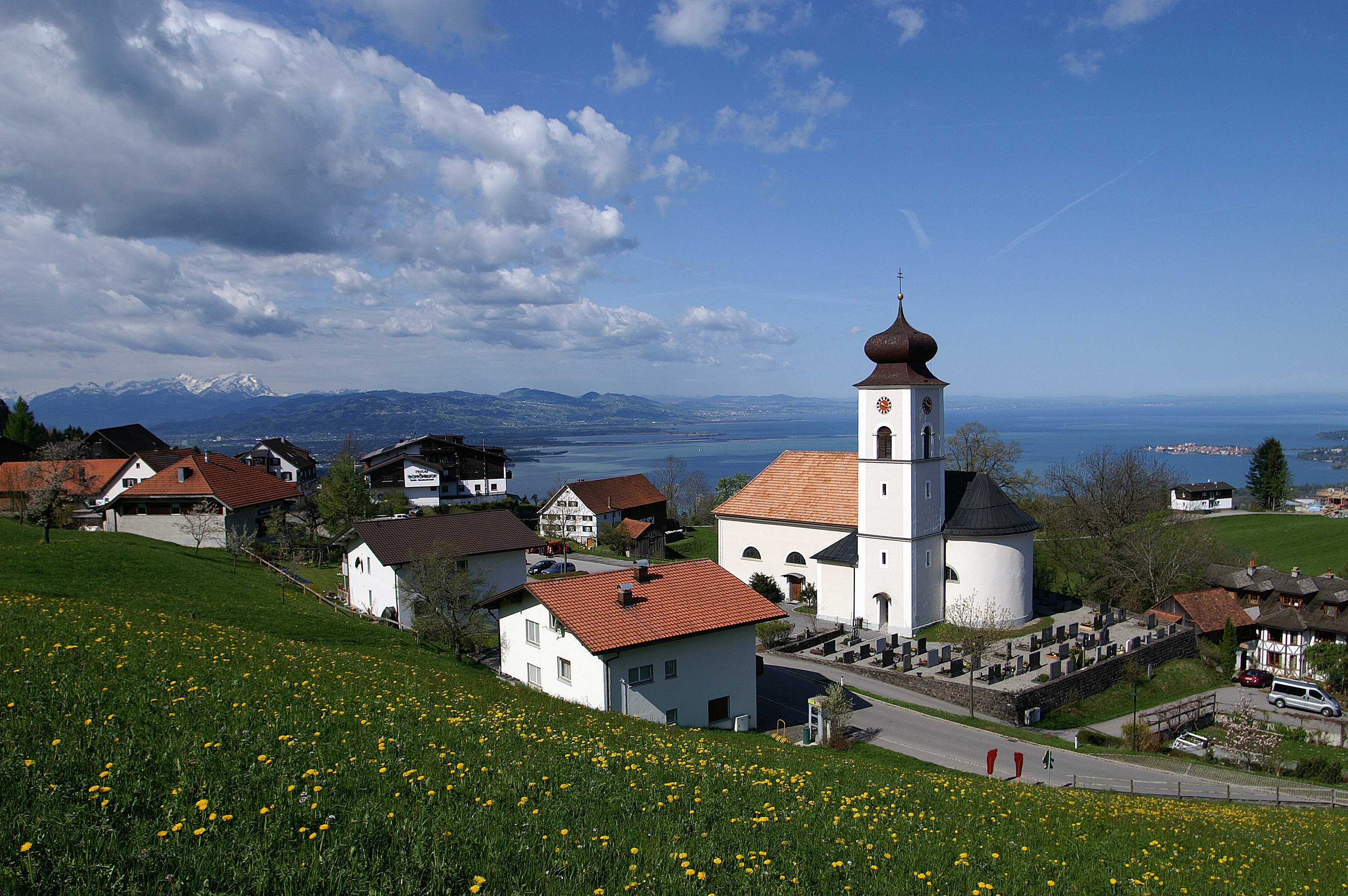
Eichenberg am Pfänderstock
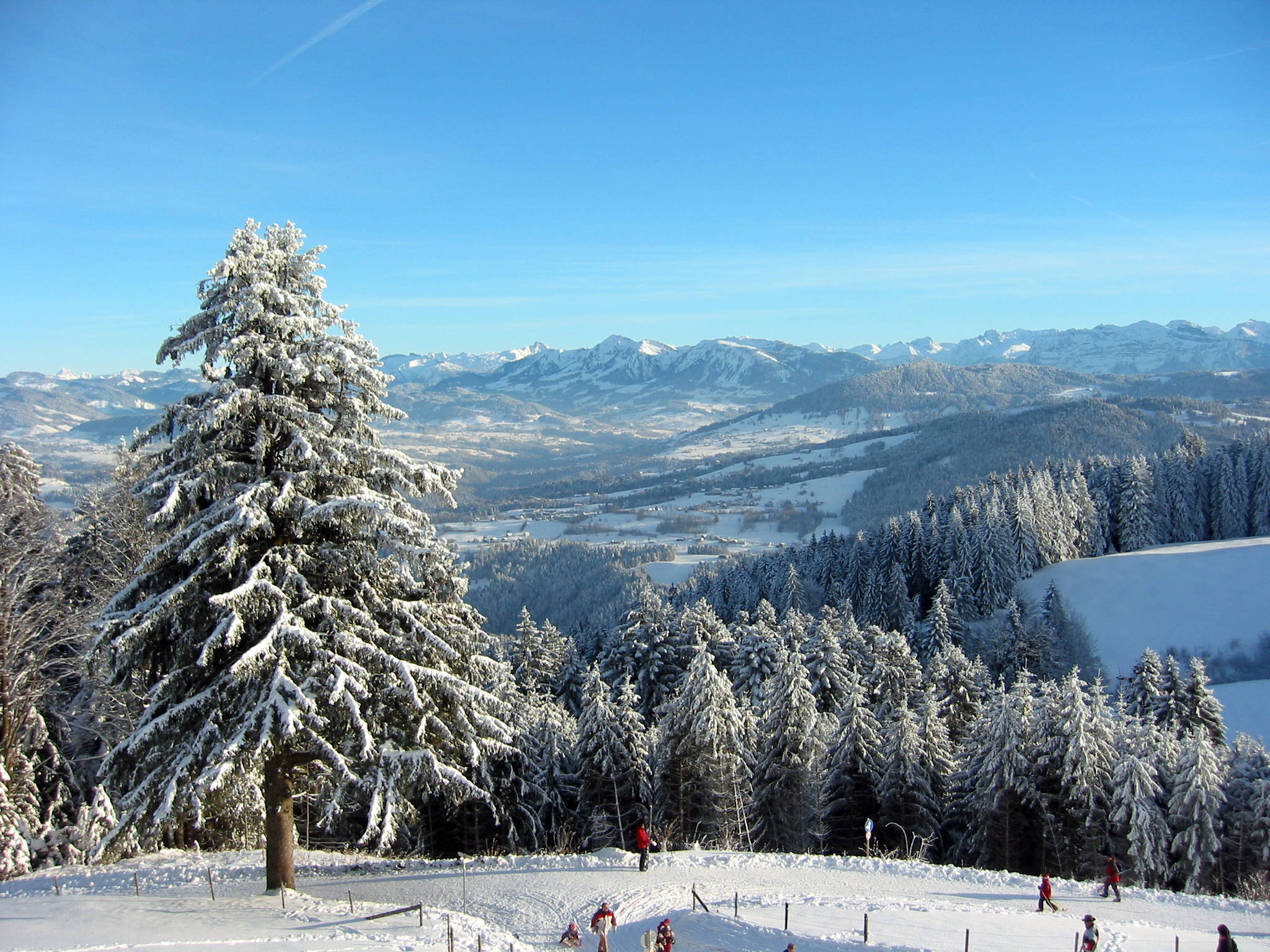
Blick vom Pfänder Richtung Bregenzerwald
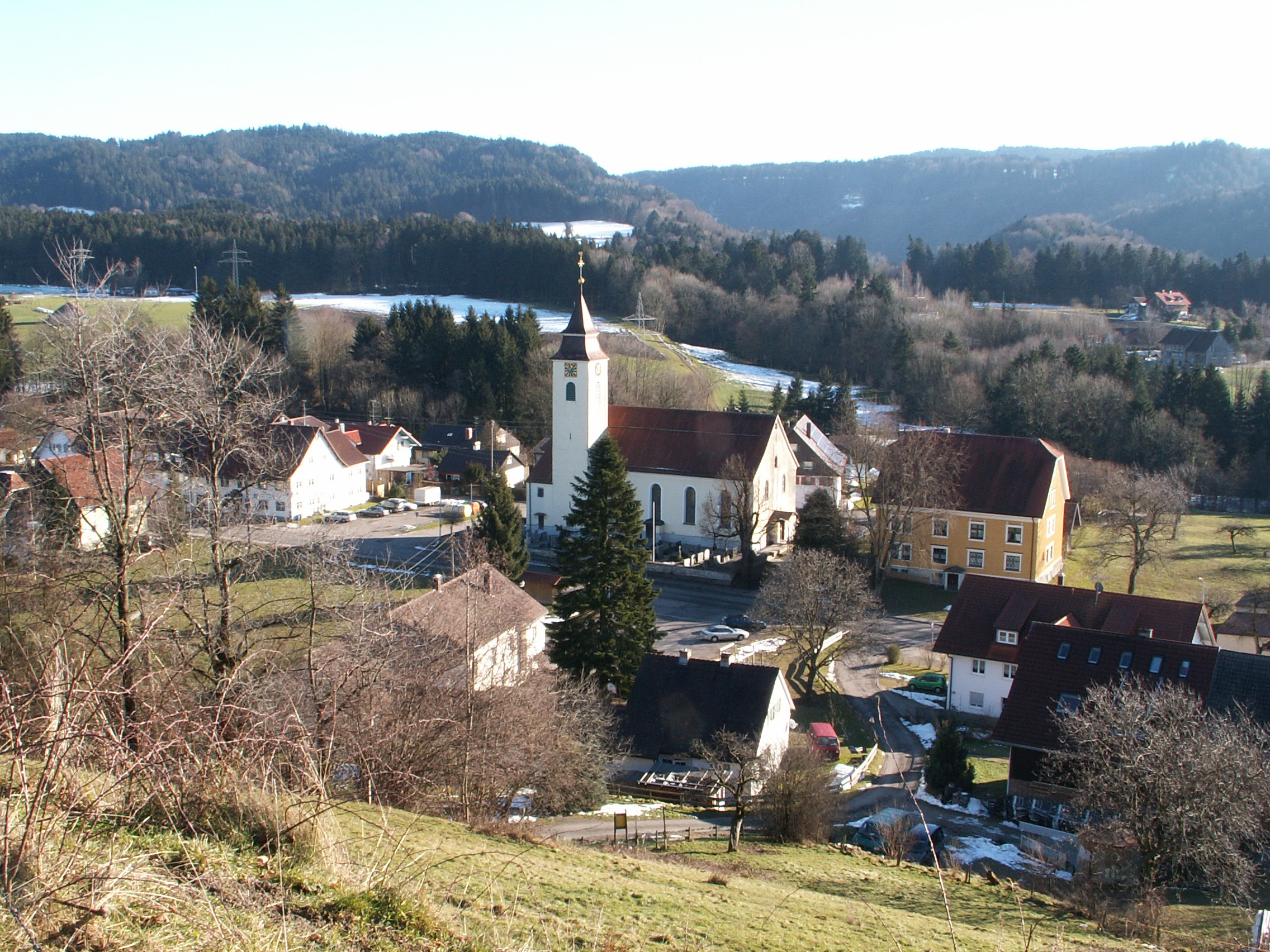
Niederstaufen, hinten der nördliche Pfänderstock
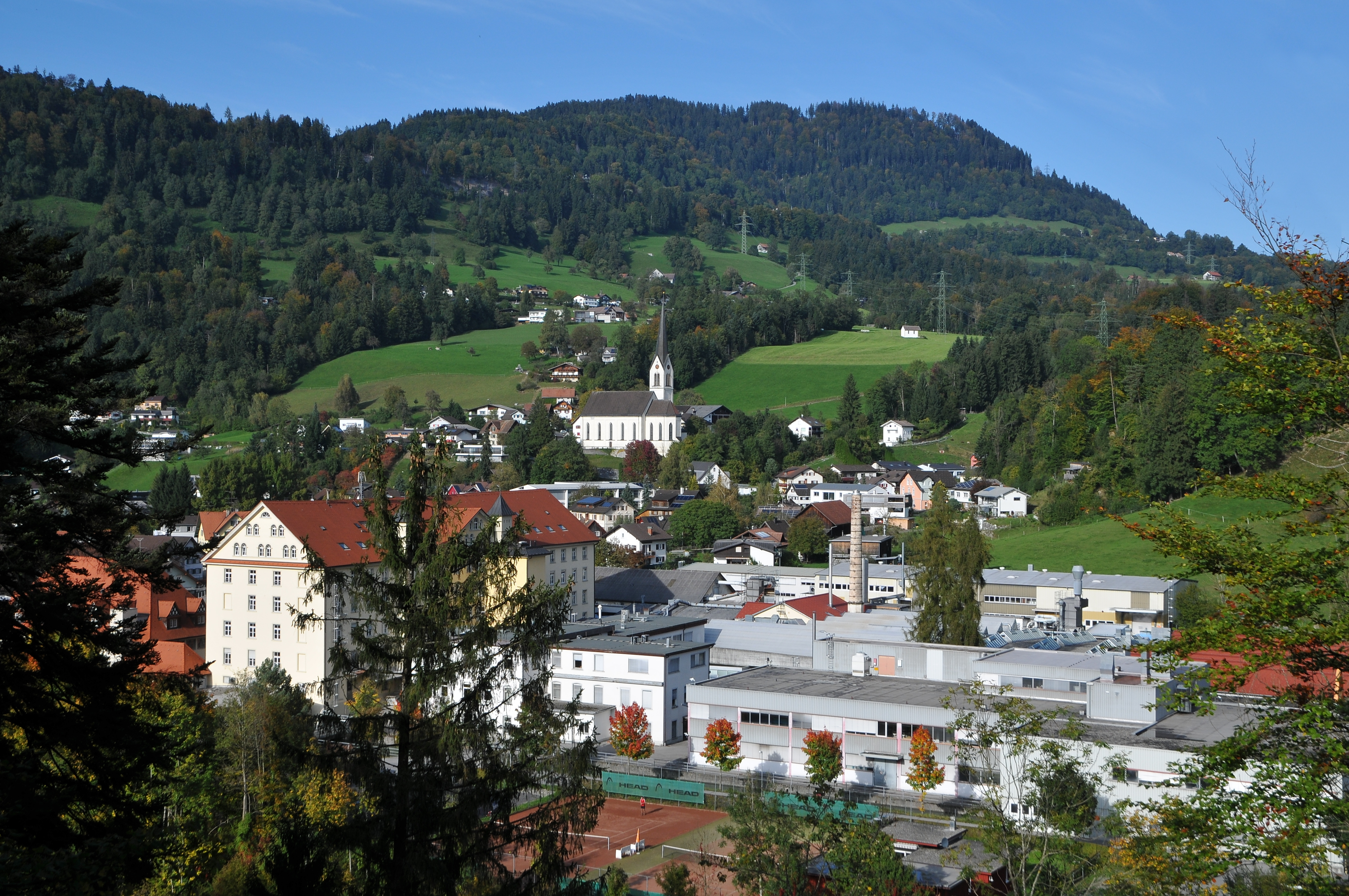
Kennelbach, hinten der Geserberg, der mit dem Hirschberg den kürzeren Bergrücken des Pfänderstocks bildet
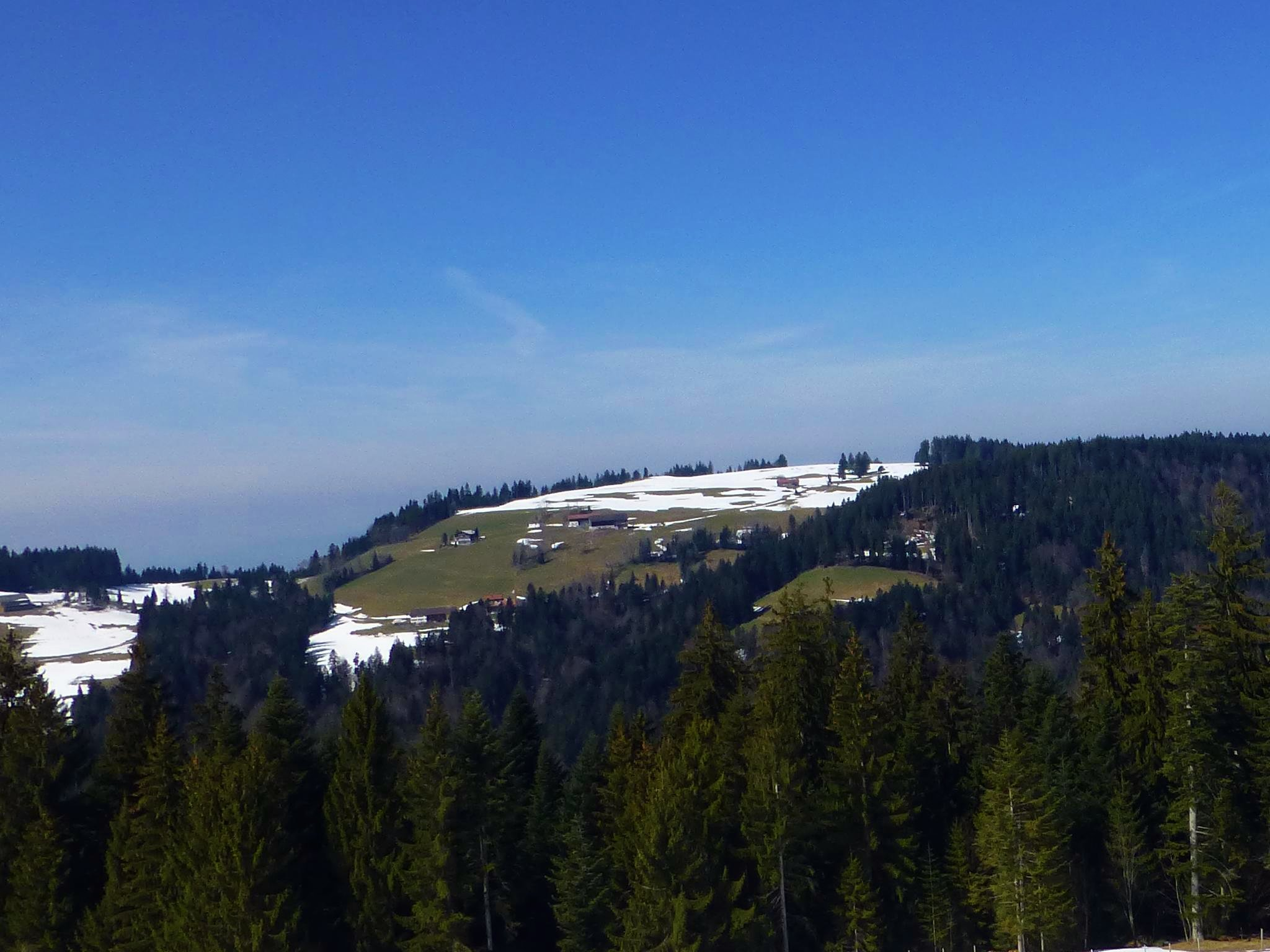
Hochberg vom Hirschberg aus gesehen
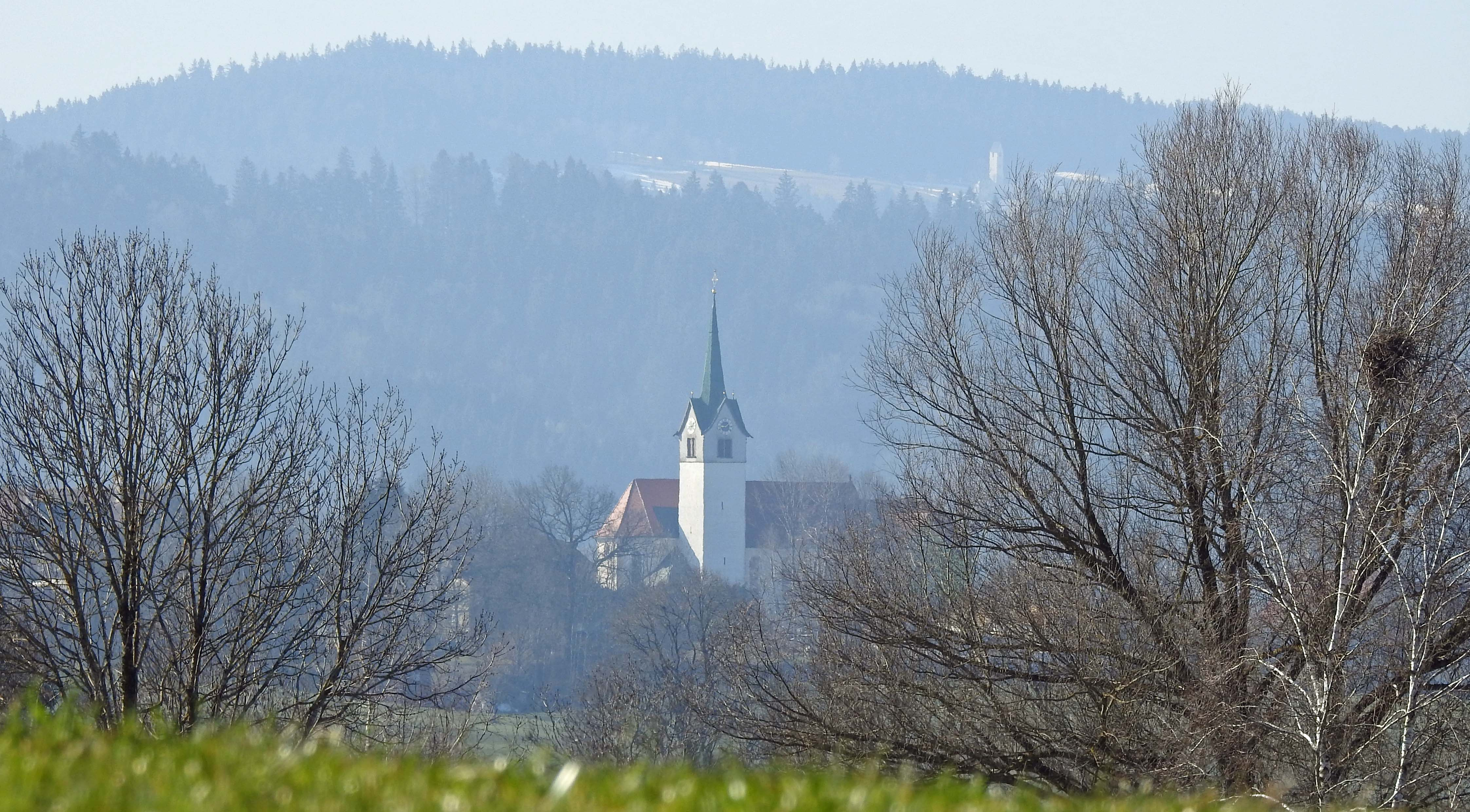
Opfenbach, hinten der Pfänderstock
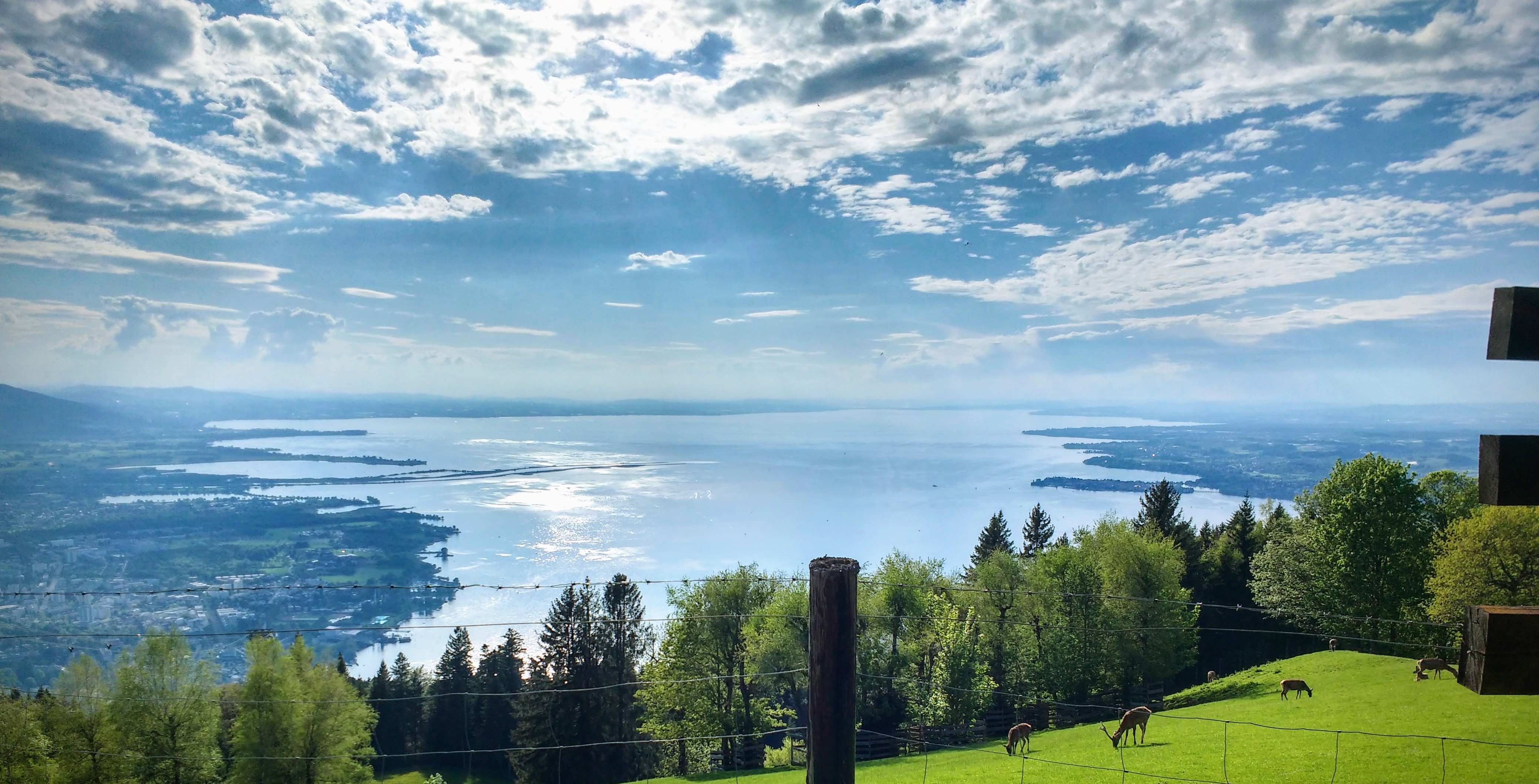
Blick vom Pfänder auf den Bodensee, im Vordergrund der Wildpark
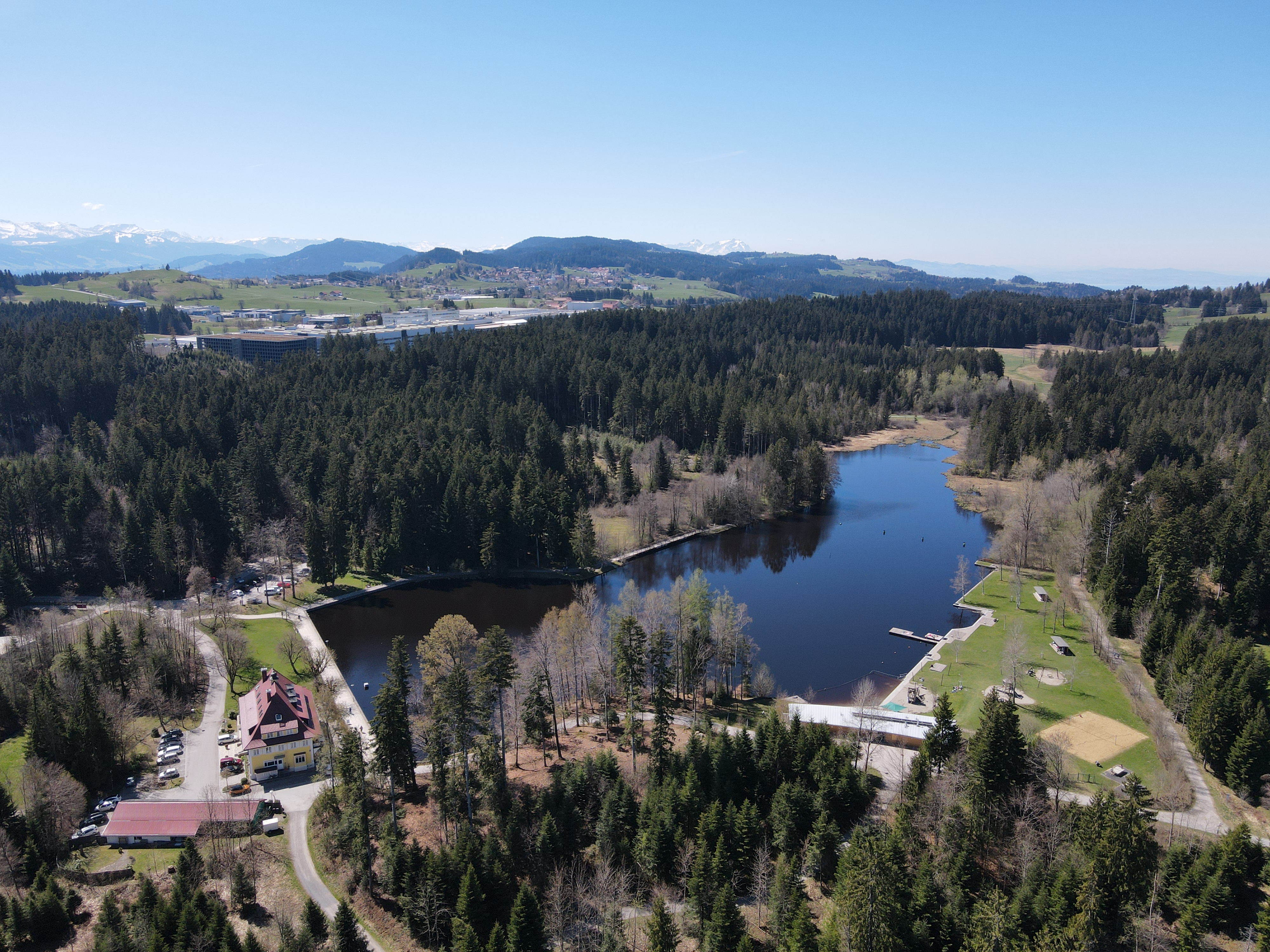
Waldsee in Lindenberg, nördlicher Pfänderstock
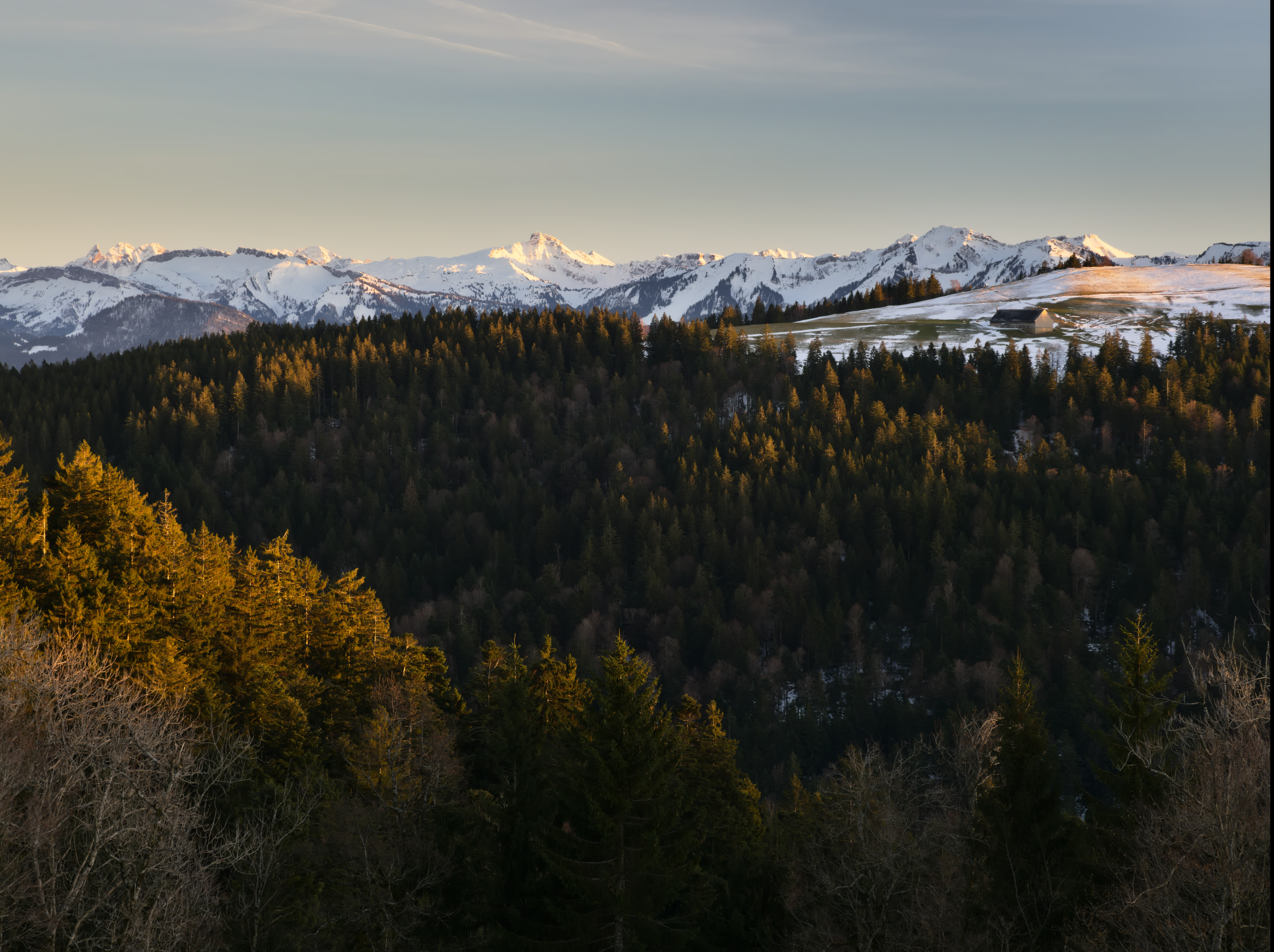
Hirschberg am Pfänderrücken, im Hintergrund Hoher Ifen und Winterstaude
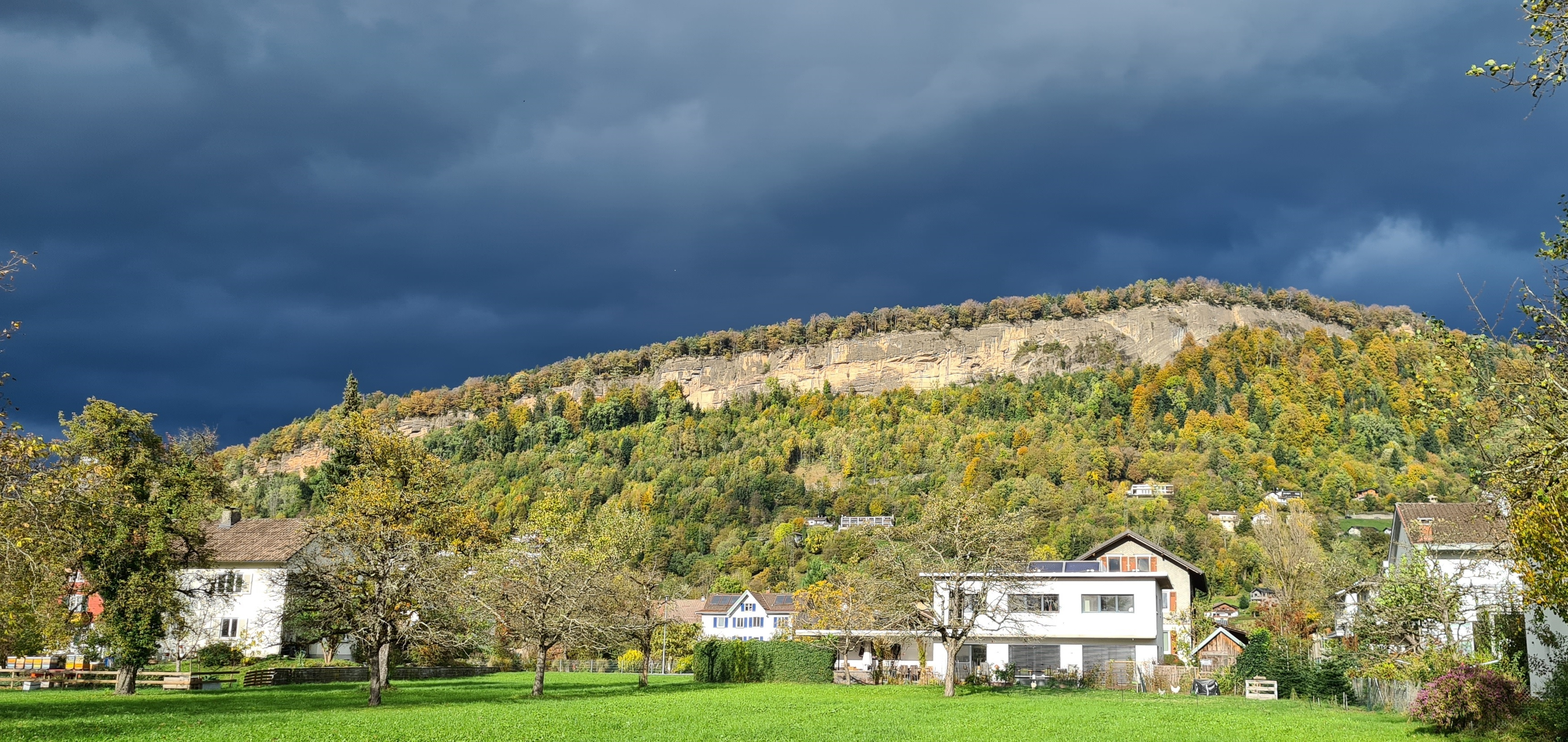
Känzele am südlichen Ende des Pfänderstocks